# Richard Koch (Ingenieur)
Richard Koch (* 8. September 1887 in Ulm; † 1972) war ein deutscher Ingenieur und Fertigungsplaner.

## Leben
Richard Koch studierte an der technischen Hochschule Darmstadt Maschinenbau.
Anschließend wurde er als Konstrukteur in verschiedenen Unternehmen beschäftigt.
1917 wurde er, nach einem Fronteinsatz, als Leutnant zum Fabrikationsbüro des Waffen- und Munitionsbeschaffungsamt abkommandiert und leitete hier die Werkzeugstelle, später den Bereich Toleranzen.
Im April 1918 wurde Koch bei Georg Schlesinger mit der Studie Die Bedeutung einer einheitlichen Bezugstemperatur für die austauschbare Fabrikation zum Doktor-Ingenieur promoviert.
Von 1920 bis 1945 saß Koch der Normenprüfstelle des Normenausschusses der Deutschen Industrie vor.
1930 gründete er mit Otto Kienzle in Berlin das Ingenieurbüro Koch und Kienzle das erste freiberufliche Unternehmen für Rationalisierungszwecke, im Gegensatz zur REFA.
Als Mitarbeiter konnte Wilhelm Renner gewonnen werden.
1932 war Richard Koch Mitglied im Aufsichtsrat der HASAG und empfahl die Bestellung von Paul Budin (* 4. Dezember 1892 in Magdeburg; 18. April 1945 in Leipzig) zum Generaldirektor. Budin trat am 1. Mai 1933 in die NSDAP ein und wurde im Oktober 1934 wegen Freimaurerei ausgeschlossen. Im August 1938 nahm ihn Heinrich Himmler in die SS auf und erklärte im September 1939 die HASAG zum Hauslieferanten der Waffen-SS.
Nach der Beauftragung von Adolf Hitler mit der Bildung einer Regierung passte Budin umgehend die Produktion den politischen Veränderungen an: Ein Teil der HASAG-Betriebe für die Herstellung von Munition und anderer militärischer Ausrüstung umfunktioniert und parallel dazu die Beziehung zum Heereswaffenamt vertieft. Um das unternehmerische Risiko der Integration der ehemaligen staatliche Munitionsfabrik in Skarżysko-Kamienna Werk C sowie weiterer Betriebe in Kielce und Częstochowa während der Besetzung Polens durch die Wehrmacht gering zu halten, wurde 1939 die HASAG Metallwerke G.m.b.H. gegründet, die 1940 mit der ursprünglichen Hugo Schneider AG fusionierte. Diese Konjunktur führte dazu, dass sich die HASAG 1940 zu einem ausschließlichen Rüstungsunternehmen entwickelt hatte, welches auf die Produktion von Munition spezialisiert war und eine Bandbreite abdeckte, welche vom Kaliber der einfachen Gewehrkugel bis zur Granate für Kampfflugzeuge reichte.